# Lee McRae
Lee McRae (* 23. Januar 1966 in Pembroke, North Carolina) ist ein ehemaliger US-amerikanischer Sprinter, der sich auf den 100-Meter-Lauf spezialisiert hatte.
Die erfolgreichste Saison seiner Karriere hatte er 1987. Im 60-Meter-Lauf bei den Hallenweltmeisterschaften in Indianapolis belegte er zunächst in 6,50 s den zweiten Platz hinter Ben Johnson, der mit 6,41 s einen Weltrekord aufstellte. Als Johnson später des Dopings überführt wurde, fielen der Titel und der Weltrekord McRae zu.
Bei der Universiade in Zagreb siegte McRae in persönlicher Bestleistung von 10,07 s im 100-Meter-Lauf. Einige Wochen später setzte er sich über dieselbe Distanz bei den Panamerikanischen Spielen in Indianapolis ebenfalls durch und gewann dort auch mit der 4-mal-100-Meter-Staffel die Goldmedaille.
Schließlich feierte er den wohl größten Erfolg seiner Karriere mit dem Titelgewinn in der 4-mal-100-Meter-Staffel bei den Weltmeisterschaften 1987 in Rom. Die US-amerikanische Staffel in der Aufstellung Lee McRae, Lee McNeill, Harvey Glance und Carl Lewis verwies in 37,90 s die Mannschaften der Sowjetunion und Jamaikas auf die Plätze. Im 100-Meter-Lauf belegte McRae den sechsten Rang.
Lee McRae besuchte die University of Pittsburgh.

## Bestleistungen
- 100 m: 10,07 s, 14. Juli 1987, Zagreb